# Ponteareas
Ponteareas is een gemeente in de Spaanse provincie Pontevedra in de regio Galicië met een oppervlakte van 126 km². Ponteareas telt 22.963 inwoners (1 januari 2016).

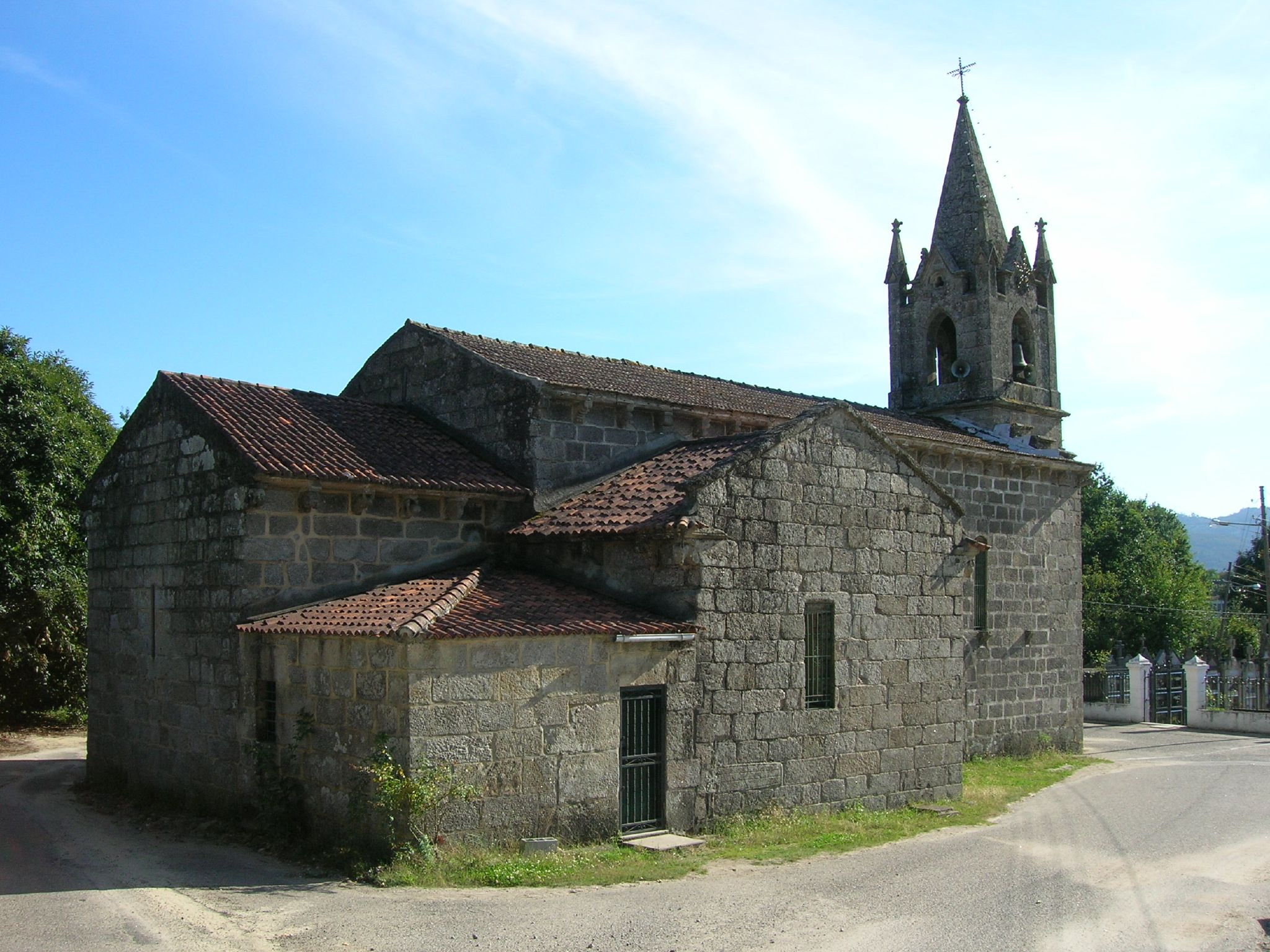
Kerk van San Pedro in Angoares (Ponteareas)

## Demografische ontwikkeling
Bron: INE; 1857-2011: volkstellingen

## Geboren in Ponteareas
- Reveriano Soutullo Otero, Spaans componist, die vooral met zijn zarzuelas en paso dobles grote faam kreeg.
- Emilio Rodríguez (1923-1984), wielrenner
- Álvaro Pino (1956), wielrenner
- José Luis Represas Carrera (1970), componist, dirigent en saxofonist

Agolada · Arbo · Baiona · Barro · Bueu · Caldas de Reis · Cambados · Campo Lameiro · Cangas · A Cañiza · Catoira · Cerdedo-Cotobade · Covelo · Crecente · Cuntis · Dozón · A Estrada · Forcarei · Fornelos de Montes · Gondomar · O Grove · A Guarda · A Illa de Arousa · Lalín · A Lama · Marín · Meaño · Meis · Moaña · Mondariz · Mondariz-Balneario · Moraña · Mos · As Neves · Nigrán · Oia · Pazos de Borbén · Poio · Ponte Caldelas · Ponteareas · Pontecesures · Pontevedra · O Porriño · Portas · Redondela · Ribadumia · Rodeiro · O Rosal · Salceda de Caselas · Salvaterra de Miño · Sanxenxo · Silleda · Soutomaior · Tomiño · Tui · Valga · Vigo · Vila de Cruces · Vilaboa · Vilagarcía de Arousa · Vilanova de Arousa